# Adolphe Bobierre
Pierre Adolphe Bobierre est un chimiste agricole et pharmacien français né à Paris le 7 mai 1823, et mort à Nantes le 18 septembre 1881 .

## Biographie
Adolphe Bobierre est né à Paris et a fait ses études au lycée Charlemagne et il est, en 1843, à 19 ans, préparateur à l'école primaire supérieure. Il est ensuite l'assistant du chimiste Jean-Baptiste Dumas, en 1844, à la Faculté de médecine.
Il suit des études de pharmacie à Marseille et rédige une thèse sur les phénomènes électrochimiques caractérisant l'altération des métaux par l'eau de mer.
En 1846, il est à Nantes directeur d'une usine chimique. Il est nommé au conseil d'hygiène et de salubrité du Loire-Inférieure où il entre en relation avec Ange Guépin. Il a publié en 1847 une étude sur les eaux de la Loire et de l'Erdre.
L'utilisation d'engrais chimiques se répand dans le public agricole. Des industriels en fabriquent et les fraudeurs suivent. Un scandale éclate à Nantes. Jean-Baptiste Dumas, ministre de l'agriculture et du commerce, et le préfet de Loire-Inférieure Jean-Raymond Gauja lui ont demandé de faire le contrôle du noir animal utilisé dans les raffineries de sucre pour décolorer la mélasse. Le noir d'os devait comporter 77 % de phosphate de chaux et était l'objet de nombreuses fraudes. Il était utilisé comme engrais dans l'agriculture. Comme le fait remarquer Pierre-Paul Dehérain dans « La Science et l'Agriculture », l'absence d'analyse chimique a permis à des fraudeurs de mélanger, à Nantes, 1 800 000 hectolitres de noir animal à 2 500 000 hectolitres de tourbe leur permettant de faire un gain de 10 millions de francs sur le dos des agriculteurs bretons.
Il a créé, en 1852, le premier laboratoire français d'analyse agricole. Il est nommé professeur de chimie à l'École préparatoire des Sciences et des Lettres de Nantes. Il en a été le directeur de 1866 à sa mort, en 1881.
Il est bachelier ès sciences en 1853, licencié en 1854 et docteur ès sciences en 1858.
En 1855, il met en évidence dans son laboratoire de Nantes l'effet fertilisant des roches sédimentaires phosphatées, pour compenser le manque d'engrais phosphatés issus des os d'animaux.
À partir de 1858 il est membre du jury de médecine qui a remplacé le jury de la santé. Il est membre du Conseil d'hygiène depuis le 13 mai 1854. Il a fait partie de la commission des logements insalubres depuis 1850 et a présidé la Société Académique de Nantes et du Département de la Loire-Inférieure en 1856 et 1865 dont il est membre depuis 1850.
La réglementation sur le contrôle des engrais est considérée contraire aux règles de la liberté commerciale en 1863. Adolphe Bobierre décide d'aller au devant des agriculteurs pour mieux les informer. En mai 1867, la loi sur la répression de la fraude dans la vente des engrais est adopté. Il va de plus être présent dans les Comices agricoles pour vulgariser de nouvelles techniques, ce qui lui a permis de gagner la confiance des agriculteurs.
Il a aussi été favorable au défrichement des Landes.

## Publications
- Traité de manipulation chimiques : description raisonnée de toutes les opérations chimiques et des appareils dont elles nécessitent l'emploi, avec planches et figures intercalées dans le texte, 1844
- Nouveaux procédés de conservation des substances animales, applicables à l'embaumement des corps, à la préparation des pièces anatomiques et à la taxidermie, précédés d'un exposé des procédés d'embaumement des anciens Égyptiens et d'un examen critique de quelques méthodes modernes, 1846
- Études chimiques sur les cours d'eau du département de la Loire-Inférieure considérés au point de vue de l'agriculture, de l'hygiène et de l'industrie, P. Sebire éditeur, Nantes, 1847 (lire en ligne)
- De l'intervention de l'État dans les industries insalubres. Note adressée aux Représentants du peuple, L. Guéraud libraire, Nantes, 1848 (lire en ligne)
- Rapport à M. le ministre de l'Agriculture et du commerce sur la question des engrais dans l'Ouest de la France, imprimerie de Vve C. Mellinet, Nantes, 1850 (lire en ligne)
- Conseils aux cultivateurs de la Loire-Inférieure sur le choix, l'achat et l'emploi des engrais, suivi de la législation préfectorale promulguée par M. Gauja, préfet de la Loire-Inférieure, Librairie Guéraud, Nantes, 1851 (lire en ligne)
- De l'Alliance franco-ibérique, Extrait du Courrier de Nantes, janvier 1851 (lire en ligne)
- Leçons élémentaires de chimie considérée dans ses applications à l'industrie, à l'agriculture, aux arts et à l'hygiène, Victor Masson, librairie des sociétés savantes, Paris, 1852 (lire en ligne)
- Considérations théoriques et pratiques sur l'action des engrais : leçons professées à la chaire municipale de Nantes, Librairie agricole de la maison rustique Dusacq, Paris, 1854 (lire en ligne)
- Le noir animal : analyse, emploi, vente, Librairie agricole de la Maison rustique, Paris, 1856
- Note sur le moyen de doser rapidement l'azote du guano, imprimerie Plon, 1857
- Du Phosphate de chaux et de son emploi en agriculture. Leçons professées à l'École préparatoire des sciences et des lettres de Nantes, Librairie agricole, Paris, 1858 (lire en ligne)
- Études chimiques sur le phosphate de chaux et son emploi en agriculture, leçons professées à l'École préparatoire des sciences et des lettres de Nantes, Librairie agricole, Paris, 1858 (lire en ligne)
- Des phénomènes électrochimiques qui caractérisent l'altération, à la mer, des alliages employés pour doubler les navires, suivi de Observations relatives à l'agriculture de l'Ouest de la France, imprimerie W. Busseuil, Nantes, 1858
- Études chimiques sur le phosphate de chaux et son emploi en agriculture comprenant l'examen des coprolithes et nodules pseudo-coprolithiques des phosphorites d'Espagne, des guanos ferreux, etc., Librairie agricole, Paris, 1861 (lire en ligne)
- L'atmosphère, le sol, les engrais : leçons professées de 1850 à 1862 à la chaire municipale et à l'École préparatoire des sciences de Nantes, Librairie agricole, Paris, 1863 (lire en ligne)
- Simples Notions sur l'achat et l'emploi des engrais commerciaux, Victor Masson et fils, Paris, 1870 (lire en ligne)
- De l'analyse des phosphates fossiles, p. 260-273, dans Annales de la Société académique de Nantes, 1870, tome 41 (lire en ligne)
- De l'altération des doublages de navires et des moyens d'en préjuger la nature, deuxième mémoire, p. 277-286, dans Annales de la Société académique de Nantes, 1870, tome 41 (lire en ligne)
- Pourquoi la France n'a pas trouvé d'hommes supérieurs au moment du péril. Réponse à M. Pasteur de l'Institut, Victor Masson et fils, Paris, 1871 (lire en ligne)
- De Nantes à Paris, souvenirs d'un volontaire de 1848; extrait du Breton
- Leçons de chimie agricole études sur l'atmosphère, le sol et les engrais (2e édition), librairie G. Masson, Paris, 1872
- Laboratoire de chimie agricole. Rapport du directeur à M. le préfet de la Loire-Inférieure, Nantes, 1872 (lire en ligne)
- Réponse à M. Pasteur, p. 161-184 et Études chimiques sur la végétation des landes de Bretagne, p. 192-205, dans Annales de la Société académique de Nantes, 1871 (lire en ligne)
- Observations sur l'analyse des matières azotées, p. 209-216, dans Annales de la Société académique de Nantes, 1875 (lire en ligne)
- De l'essai des phosphates fossiles considéré dans ses rapports avec les transactions commerciales, p. 241-257, dans Annales de la Société académique de Nantes, 1875 (lire en ligne)
- Recherches sur la volatilisation de l'azote du guano péruvien, p. 277-291, dans Annales de la Société académique de Nantes, 1875 (lire en ligne)

## Distinctions
- 1856 : médaille de la Société d'encouragement de l'Industrie pour sa contribution à la lutte contre la fraude
- 1858 : palmes d'officier de l'Instruction publique
- 1864 : chevalier de la Légion d'honneur[2]
- 1864 : chevalier de l'ordre de Charles III d'Espagne